# NGC 214
NGC 214 je galaksija u zviježđu Andromeda.

## Vanjske poveznice
- SEDS: NGC 0214